# Elizabeth Andrews
Elizabeth Andrews (1882–1960) fue la primera organizadora del Partido Laborista en Gales.

## Biografía
Elizabeth Smith, nació en una familia minera en Hirwaun en el valle de Cynon, como una de once hijos (dos de los cuales murieron durante la infancia). Vivía en Station Road, Hirwaun, y se vio obligada a abandonar la escuela a la edad de doce años para poder ayudar en casa. Diez años después, se unió al movimiento de sufragio femenino. Fue una de las tres mujeres que presentaron pruebas ante la Comisión Sankey en 1918, hablando ante la Cámara de los Lores, junto con las esposas de dos mineros.
Tan pronto como las mujeres recibieron el voto, el Partido Laborista nombró a cuatro organizadoras, de las cuales ella fue una. Hizo campaña incansablemente por los servicios de salud y educación. Uno de sus grandes éxitos fue la apertura de la primera guardería en Gales en Rhondda en 1938. Fue galardonada con la Orden del Imperio Británico en 1948 por sus servicios como juez de paz en Ystrad Rhondda. 
En 2004, ocupó el puesto 100 en la encuesta en línea para encontrar 100 héroes galeses con un total de 37 votos. En 2006, su libro A Woman's Work is Never Done, impreso originalmente en 1952, fue reimpreso después de un renacimiento en su trabajo por Glenys Kinnock. Andrews fue una de las cinco mujeres preseleccionadas en 2018 para la primera estatua de una mujer erigida en Cardiff.

## Trabajos
- Elizabeth Andrews (2006). A Woman's Work is Never Done. Honno Ltd. ISBN 978-1-870206-78-5.